# Goniada
Goniada är ett släkte av ringmaskar som beskrevs av Jean Victor Audouin och H. Milne-Edwards 1834. Goniada ingår i familjen Goniadidae.

## Dottertaxa tillGoniada, i alfabetisk ordning[1][2]
- Goniada acicula
- Goniada amacrognatha
- Goniada annulata
- Goniada antipoda
- Goniada apisiti
- Goniada asiatica
- Goniada australiensis
- Goniada bakeri
- Goniada beiraensis
- Goniada brunnea
- Goniada clavata
- Goniada congoensis
- Goniada diversidentata
- Goniada echinulata
- Goniada emerita
- Goniada euxima
- Goniada felicissima
- Goniada gigantea
- Goniada grahami
- Goniada hexadentes
- Goniada japonica
- Goniada littorea
- Goniada maculata
- Goniada maorica
- Goniada minuscula
- Goniada multidentata
- Goniada multidentopsis
- Goniada norvegica
- Goniada oculata
- Goniada pallida
- Goniada paucidens
- Goniada paucignatha
- Goniada peruana
- Goniada szaniawskii
- Goniada teres
- Goniada tridens
- Goniada tripartita
- Goniada uncinigera
- Goniada virgini
- Goniada vorax